# Казаков, Александр Александрович
Алекса́ндр Алекса́ндрович Казако́в (Козако́в) (2 (14) января 1889, Херсонская губерния — 1 августа 1919, Двинской Березник, Северная область) — русский лётчик, наиболее результативный ас-истребитель Императорского военно-воздушного флота в период Первой мировой войны; второй лётчик в истории, применивший воздушный таран, и первый, оставшийся после тарана в живых.

## Биография
Родился 2 (14) января 1889 года.
Православный. Из дворян. Уроженец Херсонской губернии.
Окончил Михайловский Воронежский кадетский корпус (1906) и Елисаветградское кавалерийское училище (1908), был выпущен корнетом в 12-й уланский Белгородский полк.
В 1911 году был произведён в поручики.
23 января 1914 года был командирован в Авиационный отдел Офицерской воздухоплавательной школы для обучения полётам. С января по ноябрь 1914 года обучался в Военной авиационной школе, которую окончил со званием «военного лётчика».

### Первая мировая война
С декабря 1914 года — в действующей армии на фронтах Первой мировой войны, младший лётчик 4-го корпусного авиационного отряда. 18 (31) марта 1915 года в районе усадьбы Воля-Шидловская на моноплане «Моран» совершил второй после штабс-капитана П. Н. Нестерова воздушный таран, в котором с третьей попытки сбил германский аппарат типа «Альбатрос» ударом колёсами по верхней плоскости. Самолёт Казакова также стал терять скорость, лётчик планированием сумел приземлился, при посадке истребитель перевернулся, но сам Казаков не пострадал. Это была его первая победа в воздухе. Был пожалован Георгиевским оружием

За доблестный подвиг 18 марта 1915 г., выразившийся в том, что по собственному почину взлетел у с. Гузов на своем аппарате, погнался за германским аэропланом, производившим разведку в нашем тылу и бросавшим бомбы в Гузовский аэродром, настиг его близ усадьбы Воля-Шидловская и хотя не успел опрокинуть врага особым якорем, сбил его, с явной опасностью для собственной жизни, ударом своего аппарата о верхнюю плоскость неприятельского, в результате чего было прекращение противником разведки и метания бомб.— Цитата по: Авиаторы — кавалеры ордена Св. Георгия и Георгиевского оружия периода Первой мировой войны 1914—1918 годов
С августа 1915 года — начальник 19-го корпусного авиационного отряда, штабс-ротмистр. Свою первую официальную победу в его рядах он одержал 8 (21) декабря 1916 года у Луцка. В одиночку атаковал 2 австрийских аэроплана «Бранденбург Ц1»; русский истребитель сумел сбить один из разведчиков. Австрийский пилот Иохан Кольби был убит в воздухе двумя пулями, которые попали ему в голову. Наблюдатель — обер-лейтенант Франц Вейгель попытался самостоятельно управлять машиной и получил травмы при посадке. Казаков был удостоен ордена Святого Георгия 4-й степени.

За то, что, будучи в чине штабс-ротмистра, 8-го декабря 1916 г., вылетев на самолёте «Ньюпор», типа истребителей, для преследования немецких самолётов, появляющихся над нашим расположением, отогнал в районе Горохова 2 немцев, атаковал третий самолёт в районе д. Забороль, в 5 верстах к западу от Луцка, и двумя пулями в голову убил пилота. Аппарат, кое-как управляемый легко раненым наблюдателем австрийским обер-лейтенантом, упал в нашем расположении и был захвачен нашими войсками.— Цитата по: Авиаторы — кавалеры ордена Св. Георгия и Георгиевского оружия периода Первой мировой войны 1914—1918 годов / Составители Нешкин М. С., Шабанов В. М. — Биографический справочник. — М.: РОССПЭН, 2006. — С. 140.
По другим данным, первая победа во главе 19 као была одержана Казаковым ранее — он сбил германский аэроплан при отражении налёта неприятельской авиации на Двинск в конце июня 1916 года.
С февраля 1917 года — исполняющий должность командира 1-й боевой авиационной группы Юго-Западного фронта, в марте утверждён в этой должности, а в апреле произведён в ротмистры. Эта группа стала первым специальным истребительным соединением в русской авиации. Став её командиром, Казаков продолжал летать на боевые задания, в июне ранен в руку четырьмя пулями в воздушном бою. В сентябре 1917 года произведён в подполковники. С ноября 1917 года — исполняющий должность командира 7-го авиационного дивизиона, а в декабре того же года на общем собрании солдат избран командиром 19-го корпусного авиационного отряда.
За три года войны Казаков сбил лично 17 и в групповых боях ещё 15 самолётов противника и был признан самым результативным российским лётчиком-истребителем периода Первой мировой войны. В некоторых публикациях указывается, что он сбил 32 самолёта лично, но скорее всего их авторы объединяют личные и групповые победы Казакова.

### Гражданская война
После Октябрьской революции был отстранён от командования. Тем не менее, весной 1918 года во время начавшейся мобилизации он был поставлен на учёт как военный специалист и предупреждён о возможном зачислении в Красную армию. Не желая служить красным, в июне 1918 года он тайно уехал в Мурманск. 
Когда в августе 1918 года в Архангельске началось формирование 1-го Славяно-Британского авиационного отряда, Казаков был назначен его командиром. При этом он получил чин лейтенанта Королевских военно-воздушных сил, а остальные русские лётчики-офицеры (изначально в отряде было 34 русских пилота, затем их число увеличилось) были зачислены в отряд рядовыми.
В Гражданскую войну сражался на Севере, совместно с войсками Северной армии и частями войск Антанты. 24 января во время разведки безопасного маршрута отступления Северной армии и британских частей из Шенкурска Казаков огнём с земли был тяжело ранен пулей. 25 января Казаков покинул Шенкурск вместе с отступающими из города войсками Северной армии. За это задание Казаков первым из русских лётчиков был награждён высшей наградой британских ВВС - крестом «За выдающиеся лётные заслуги». Многократно отличался в разведывательных и бомбардировочных вылетах. Весной 1919 года Казаков был произведён в майоры Королевских Военно-воздушных сил и назначен командиром Двинского авиационного дивизиона.

### Гибель
1 августа 1919 года Казаков погиб в авиакатастрофе, разбившись на своём аэродроме. По общему мнению очевидцев этой аварии, Казаков покончил жизнь самоубийством, омрачённый начавшейся двумя днями ранее эвакуацией британских войск с северных областей России и прекращения помощи антибольшевистских силам.  
В пользу этой версии говорят и такие факты, что за несколько дней до этого Казаков отказался от должности командира Двинского авиационного дивизиона, а за два дня до гибели — от предложения эвакуироваться в Великобританию. Похоронили Александра Казакова на кладбище около церкви (есть выписка из церковной книги и две фотографии похорон) в селе Двинской Березник в 250 километрах южнее Архангельска. На могиле поставили надгробие из двух перекрещённых пропеллеров, а на белой доске вывели надпись: «Лётчик Казаков. Сбил 17 немецких самолётов. Мир праху твоему, герой России».
62°51′15″ с. ш. 42°42′36″ в. д. Восстановили памятник 1 августа 2009 года.

## Семья
Согласно газете «Новое слово», снимок которой опубликовал историк И. Р. Петров, его сестра Анна (в замужестве Левчук), жила в эмиграции в Германии, была ещё жива в сентябре 1944 года.

## Награды
- Орден Святого Станислава 3-й ст. (ВП 18.08.1913)
- Орден Святой Анны 3-й ст. (ВП 02.04.1915)
- Георгиевское оружие (ВП 28.07.1915)
- Орден Святой Анны 4-й ст. с надписью «за храбрость» (ВП 27.01.1916)
- Орден Святого Станислава 2-й ст. с мечами (Приказ по 5-й армии № 659 от 04.07.1916)
- Орден Святого Владимира 4-й ст. с мечами и бантом (Приказ по армиям Северного фронта № 757 от 07.09.1916)
- Орден Святой Анны 2-й ст. с мечами (ПАФ 21.04.1917)
- Орден Святого Георгия 4-й ст. (ПАФ 31.07.1917)

Иностранные:
- австро-венгерский Юбилейный крест (нем. Militär-Jubiläumskreuz) (02.12.1908);
- английский Орден «За выдающиеся заслуги» (1918);
- английский Военный крест (1919);
- английский Крест «За лётные боевые заслуги» (20.03.1919);
- французский Орден Почётного легиона, кавалерский крест;
- французский Военный крест 1914—1918.